# Joe Perry
Anthony Joseph "Joe" Perry (født 8. september 1950) er en amerikansk guitarist, der er mest kendt som lead guitarist, sanger og sangskriver i det amerikanske rockband Aerosmith. Han blev rangeret som #84 på Rolling Stones liste over The 100 Greatest Guitarists of All Time. I 2001 blev han optaget i Rock and Roll Hall of Fame som en del af Aerosmith, og i 2013 modtog Perry og hans sangskrivende makker Steven Tyler ASCAP Founders Award og blev optaget i Songwriters Hall of Fame. I oktober 2014 udgav Simon & Shuster Rocks: My Life In and Out of Aerosmith der var skrevet Joe Perry sammen med David Ritz. I 2015 var han sammen med Alice Cooper og Johnny Depp supergruppen Hollywood Vampires, der spiller 70'er-rock.

## Diskografi

### Med Aerosmith
Perry har optrdåt på samtlige Aerosmith-albums undtagen Rock in a Hard Place (1982).

### Med The Joe Perry Project
- Let the Music Do the Talking (1980)
- I've Got the Rock'n'Rolls Again (1981)
- Once a Rocker, Always a Rocker (1983)
- The Best of The Joe Perry Project (1999)

### Solo
- Joe Perry (2005)
- Have Guitar, Will Travel (2009)
- Joe Perry's Merry Christmas (2014)

### Med Hollywood Vampires
- Hollywood Vampires (2015)